# Кваліфікований робітник
Кваліфіко́ваний робітни́к — це освітньо-кваліфікаційний рівень робітника, який на основі повної або базової загальної середньої освіти здобув спеціальні уміння та знання, має відповідний досвід їх застосування для вирішення професійних завдань у певній галузі народного господарства.
Освітньо-професійна програма підготовки кваліфікованого робітника забезпечує одночасне здобуття професійно-технічної освіти та кваліфікації кваліфікованого робітника на базі повної загальної середньої освіти або базової загальної середньої освіти з наданням можливості отримувати повну загальну середню освіту. Зазначена програма формується переважно з навчальних дисциплін загальнотехнічного, фахового спрямування та виробничого навчання.
Освітньо-професійна програма підготовки кваліфікованого робітника реалізується професійно-технічними навчальними закладами.
У професійно-технічних навчальних закладах можуть одночасно реалізовуватись освітньо-професійна програма підготовки кваліфікованого робітника та програма повної загальної середньої освіти.
Нормативний термін навчання визначається програмою.
Особи, які успішно пройшли державну атестацію, отримують документи встановленого зразка про здобуття професійно-технічної освіти та кваліфікації кваліфікованого робітника.

## Джерело
- Положення про освітньо-кваліфікаційні рівні (ступеневу освіту) [Архівовано 21 Січня 2022 у Wayback Machine.]